# Riddim Driven: Juice
Riddim Driven: Juice – siódma składanka z serii Riddim Driven wydana w maju 2001 na CD i LP. Album zawiera piosenki nagrane na riddimie "Juice" stworzonym przez Richarda "Shams" Browne'a.

## Lista
1. "Shake Yuh Bam Bam" - T.O.K.
2. "Man A Bad Man" - T.O.K., Bounty Killer
3. "Zion" - Frisco Kid
4. "Go Up" - Mr. Vegas
5. "My Wish" - Beenie Man
6. "No Check" - Goofy
7. "My Girls" - Degree
8. "Behave" - Elephant Man
9. "Gyal" - Monster Twins
10. "Big Pimpin" - Desperado
11. "Anything" - Cobra
12. "Ring" - Kiprich
13. "Hardcore" - Red Rat
14. "Freaky Lady" - Mr. Easy